# Cercopithifilaria
Cercopithifilaria är ett släkte av rundmaskar. Cercopithifilaria ingår i familjen Onchocercidae.
Släktet innehåller bara arten Cercopithifilaria rugosicauda.